# Samuel Walther
Samuel Walther (* 18. Februar 1679 in Wegenstedt, Calvörde; † 10. Mai 1754 in Magdeburg) war Schriftsteller, Pädagoge, Historiker und Mitglied der Preußischen Akademie der Wissenschaft.

## Leben
Er studierte Pädagogik in Helmstedt, Halle und Jena, 1711 wurde er Konrektor an der Saldern’schen Schule zu Brandenburg. Ein Jahr später zog er nach Magdeburg und übernahm am städtischen Gymnasium die Konrektorstelle. Walther arbeitete dann seit 1732 als Rektor des Gymnasiums in Magdeburg. Er verfasste historische Schriften, die auch unter seinem Pseudonym Johann Ebenfeld oder unter „Samuel Waltherus“ erschienen.  Im 1737 verfassten Buch Magdeburgische Merckwürdigkeiten beschrieb er die Flüsse Ohre und Drömling.

## Werke (Auswahl)

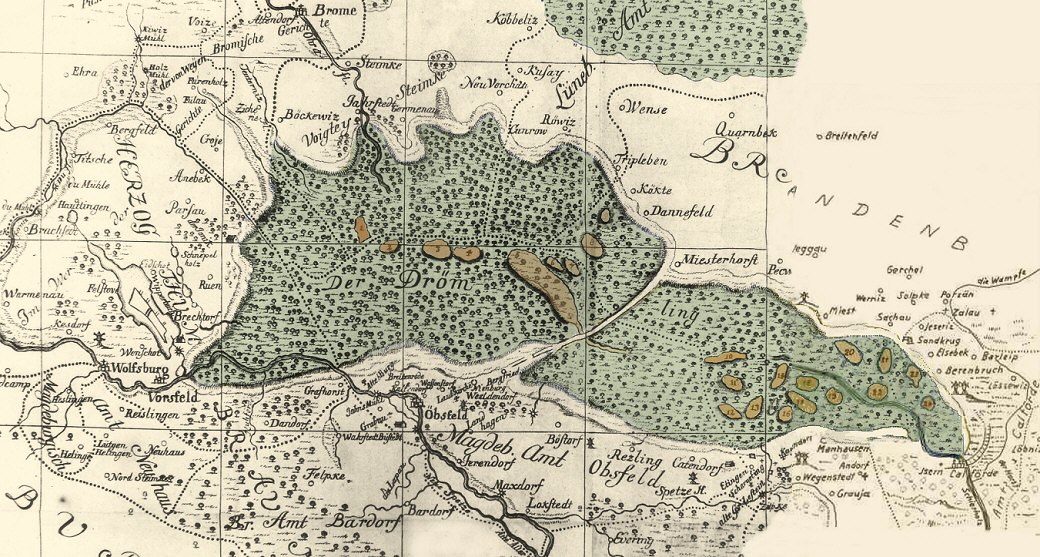
Karte des Drömlings von Samuel Walther 1737 mit erhöhten Stellen, den Horsten (braun)

- Monumentum Magdeburgicum, das ist Nachricht von denen Antiquitäten in Magdeburg, welche den Ursprung der Stadt betreffen. Seidel, Magdeburg/Leipzig 1725. (Digitalisat)
- Singularia Magdeburgica, Oder Merckwürdigkeiten des ... Jahres, aus der Magdeburgischen Historie. Band 1 bis 12. Seidel & Scheidhauer, Magdeburg/Leipzig 1740. (Digitalisat Theil 1), (Theil 2), (Theil 3), (Theil 4), (Theil 5), (Theil 6), (Theil 7), (Theil 8), (Theil 9), (Theil 10), (Theil 11), (Theil 12)
- Erneurtes Denckmahl Des vor 100. Jahren, nemlich 1638 im Octobr. zu Magdeburg wieder angelegten Stadt-Regiments. Mit einigen dazu gehörigen wie auch andern Müntzen erleutert. Gottfried Vettern, Magdeburg 1738
- Das Magdeburgische Herzogthum ein ehemaliges Land der Grafen. Vetter, Magdeburg 1740. (Digitalisat)